# Доменіко Модуньйо
Доменіко Модуньйо (італ. Domenico Modugno; нар. 9 січня 1928 — пом. 6 серпня 1994) — італійський співак, композитор, актор, двічі лауреат премії «Греммі», який пізніше став членом італійського парламенту. Він прославився, виконавши 1958 року на «Євробаченні» пісню Nel blu dipinto di blu (Volare), яка стала міжнародним хітом. Модуньйо вважають першим італійським кантауторе, або автором-виконавцем.

## Біографія
Доменіко Модуньйо народився 9 січня 1928 року в італійській комуні Поліньяно-а-Маре, яка знаходиться в італійській провінції Барі. 1935 року його батько переїхав до Сан-П'єтро-Вернотіко провінції Бриндізі, де його батьки прожили до самої смерті та були поховані. Тут Доменіко ходив до початкової школи й вивчив місцеву говірку, близький до сицилійського. Навчався у середній школі сусіднього міста Лечче. З юних років він хотів стати актором і 1951 року, повернувшися з військової служби, Модуньо вступив до театральної школи. Ще під час навчання він отримав свою першу роль в екранізації п'єси «Філумена Мартурано» драматурга і режисера Едуардо де Філіппо і деяких інших фільмах.
1957 року його пісня «Lazzarella» у виконанні Ауреліо Ф'єрро посіла друге місце на «Фестивалі неаполітанської пісні» (італ. Festival della Canzone Napoletana), і Модуньйо вперше доторкнувся до популярності. 1958 року Модуньйо взяв участь у п'єсі італійського комедіографа Антоніо Аніанте «Роза з сірки» на «Фестивалі прози» у Венеції. Поворотним моментом його кар'єри у цьому ж році стала участь на фестивалі у Санремо, де разом із Джонні Дореллі він представив пісню «Nel Blu Di Blu Dipinto». Пісня стала переможницею конкурсу і мала величезний успіх у всьому світі, зокрема США. Доменіко Модуньйо отримав дві премії «Греммі», продав понад 22 млн копій платівки й поїхав представляти Італію на пісенному конкурсі «Євробачення», де посів третє місце. Наступного року Модуньйо вдруге став переможцем музичного фестивалю у Санремо з піснею «Piove», також відомої як «Ciao, ciao bambina», а 1960 року посів друге місце з композицією «Libero». Це був щасливий час для співака, який знову взяв участь у «Євробаченні». Пізніше його пісню «Io» або «Ask Me» англійською мовою заспівав Елвіс Преслі.
У 1962 році Модуньйо втретє виграв фестиваль у Санремо з піснею «Addio …, addio …», а ще через чотири роки знову представляв Італію на «Євробаченні» з піснею «Dio, come ti amo». Джек Джонс записав її англійською в альбомі 1967 року «Our Song» під назвою «Oh How Much I Love You». На хвилі популярності Модуньйо зіграв у 44 фільмах і виступив як телевізійний продюсер.
У 1970-ті Модуньйо зберіг популярність, але плавно перейшов від популярної музики до більш серйозної, класичної. Він виступав як співак, музикант, знімався на телебаченні та співав провідні партії у сучасних операх.
1986 року Доменіко Модуньйо зайнявся політикою як член італійської радикальної партії й був обраний до парламенту. Він брав активну участь у розв'язанні соціальних проблем, зокрема, боровся з нелюдськими умовами утримання пацієнтів у психіатричній лікарні «Агрідженто».
Доменіко Модуньйо помер від серцевого нападу у місті Лампедуза, 6 серпня 1994 року, у своєму будинку на березі моря. Його син Массімо пішов по стопах батька і став успішним співаком.

## Популярні композиції
- Lu pisce spada
- Nel blu dipinto di blu (Volare)
- Selene
- La lontananza
- Piove (Ciao, ciao bambina)
- Sopra i tetti azzurri del mio pazzo amore
- Vecchio frac
- Non piangere Maria
- Amara terra mia
- Stasera pago io
- Il maestro di violino

## Фільмографія

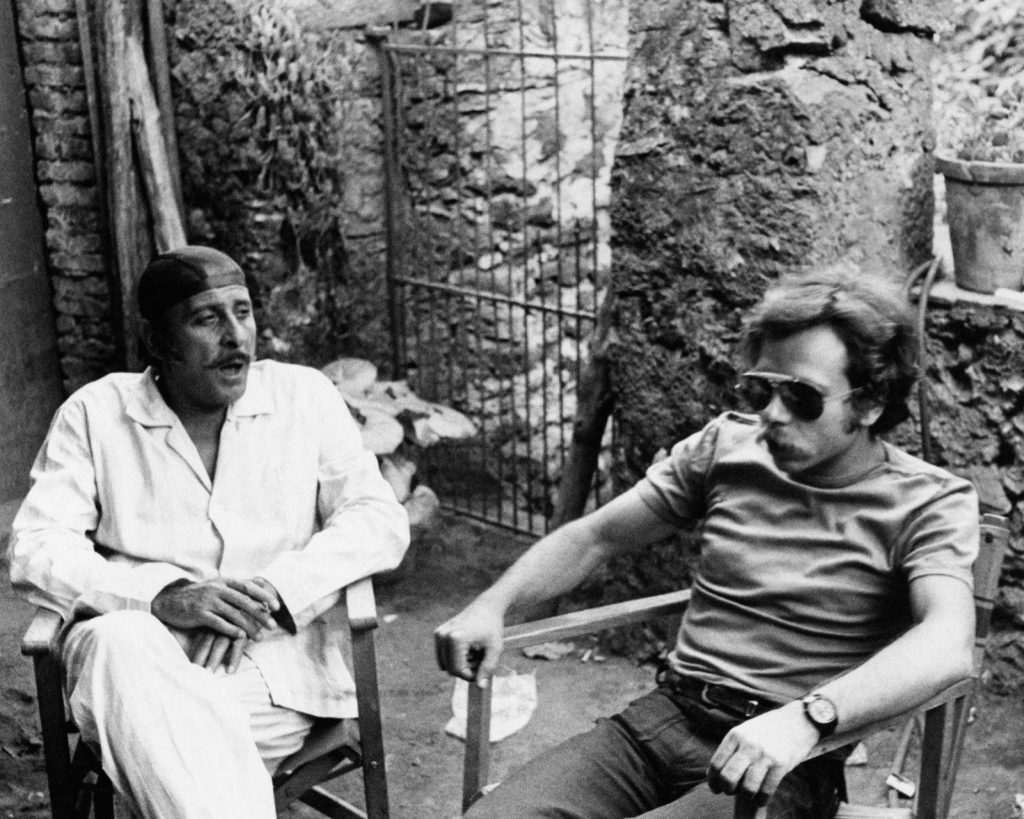
Доменіко Модуньйо та Сальваторе Сампері під час зйомок фільму «Розчарування», 1974 рік

- 1951 — Філумена Мартурано
- 1953 — Легкий час
- 1954 — Лицарі королеви
- 1956 — Таке життя
- 1957 — Пригоди трьох мушкетерів
- 1959 — Ніч над Європою
- 1960 — Побачення у Ішії
- 1961 — Останній суд
- 1966 — Європа співає
- 1967 — Три укуси на яблуці
- 1968 — Каприз по-італійськи
- 1972 — Скопоне, наукова картярська гра / (Lo scopone scientifico) — Ріджетто
- 1974 — Неприкаяна
- 1976 — Вчитель гри на скрипці

## Цікаві факти
- Пісня Доменіко Модуньйо «Ragazzo del sud» (укр. «Хлопці півдня») 1972 року увійшла до альбому Адріано Челентано — «Dormi amore, la situazione non è buona» 2007 року.